# Lope de Aguirre
Lope de Aguirre, secondo la grafia basca moderna Lope Agirre (Oñati, 1510 circa – Barquisimeto, 27 ottobre 1561), è stato un conquistador spagnolo-basco.
Mandato assieme ad altri coloni in cerca del mitico El Dorado del fiume Rio delle Amazzoni, diventò il loro capo nella ribellione contro Filippo II, prima di essere sconfitto e ucciso.

## Biografia

### Imprese in Spagna
Aguirre nacque nel 1510 circa nella valle di Araotz, nella provincia basca di Gipuzkoa, parte del Regno di Castiglia. Era figlio di un nobile, probabilmente appartenente a una famiglia di impiegati a corte. Aguirre aveva circa vent'anni quando Hernando Pizarro ritornò dal Perù con i tesori degli Inca; il giovane venne ispirato dalle sue imprese e decise di seguirne i passi diventando egli stesso un conquistador.

### Imprese nel Nuovo Mondo
Aguirre si offrì volontario in una spedizione composta da 250 uomini sotto il comando di Rodrigo Buran. Arrivò in Perù nel 1536 o nel 1537. A Cuzco Aguirre si occupò dell'addestramento degli stalloni. Come conquistador divenne conosciuto per la sua violenza, crudeltà e sedizione.
Nel 1544, Aguirre si trovava a fianco del primo viceré del Perù, Blasco Núñez Vela, che era giunto dalla Spagna con l'incarico di applicare le Leggi nuove, sopprimere le Encomiendas, e liberare i nativi del luogo. Molti dei conquistadores si rifiutarono di eseguire questi ordini, che proibivano loro di sfruttare gli indios. Lope de Aguirre prese parte, con Melchor Verdugo,  al complotto per liberare il viceré, e quindi si mise contro Gonzalo Pizarro. Dopo il tentativo fallito, fuggirono da Lima e raggiunsero la città di Cajamarca, iniziando a radunare uomini per aiutare il viceré. Nello stesso tempo il viceré era riuscito a fuggire grazie a un oidor, Alvarez. La resistenza del viceré contro Gonzalo Pizarro e il suo secondo in comando Francisco de Carvajal, il Demone delle Ande, durò due anni fino alla sua sconfitta ad Añaquito, avvenuta il 18 gennaio 1546.
Melchor Verdugo e Lope de Aguirre erano andati in Nicaragua partendo dalla città di Trujillo con 33 uomini. Verdugo aveva nominato capitani Rodrigo de Esquivel e Nuño de Guzmán, sergente maggiore Aguirre e dato lo status di contador a P. Henao.
Nel 1551 Lope de Aguirre ritornò a Potosí (allora parte del Perù). Il giudice Francisco de Esquivel lo arrestò per aver infranto la legge riguardo alla protezione degli indios, e lo condannò a essere frustato davanti agli occhi del pubblico. Con il suo onore ferito Aguirre attese il termine del mandato del giudice. Temendo la vendetta di Aguirre il giudice fuggì, cambiando residenza costantemente per evitare di essere trovato. Aguirre seguì a piedi le mosse di Esquivel, a Lima, Quito e a Cuzco. In tre anni percorse 6.000 km a piedi, alla ricerca del giudice. I soldati seguivano questa ricerca ostinata con interesse. Aguirre trovò Esquivel a Cuzco, nella casa del magistrato; mentre il giudice stava dormendo nella biblioteca Aguirre gli tagliò le tempie. Protetto da amici che lo avevano nascosto, Lope fuggì da Cuzco rifugiandosi da un parente a Huamanga.
Nel 1554, dovendo mettere fine alla ribellione di Hernández Girón, Alonzo de Alvarado fece in modo di scontare ogni colpa a chiunque fosse stato affiliato a Lope de Aguirre. Aguirre venne ferito, durante la battaglia di Chuquinga contro Girón, con due colpi di moschetto che lo lasciarono zoppicante, il che gli causò di essere allontanato dai suoi pari .

### Ricerca dell'Eldorado
Aguirre si unì alla spedizione di Pedro de Ursúa nel 1560 presso il fiume Marañón e il Rio delle Amazzoni con altri 300 uomini e centinaia di indios. Un anno dopo collaborò con altri uomini per spodestare e uccidere Ursúa e il suo successore Fernando de Guzmán. Aguirre e i suoi uomini raggiunsero l'Oceano Atlantico (probabilmente attraverso il fiume Orinoco) distruggendo diversi villaggi popolati da indios al loro passaggio. Il 23 marzo 1561, Aguirre convinse 186 capitani e soldati a firmare un trattato dove veniva stabilito che Aguirre sarebbe diventato il principe del Perù, della Tierra Firme e del Cile.
Nel 1561 conquistò l'isola Margarita e mise fine brutalmente al governatore spagnolo e ad ogni oppositore del suo regno. Lasciarono l'isola alla fine di agosto, dopo che Aguirre scrisse le sue famose lettere a Filippo II e al frate provinciale Francisco de Montesinos.  All'inizio di settembre sbarcarono a Borburata (attuale Venezuela). Dopo una faticosa marcia attraverso la catena montuosa, durante la quale Aguirre fu sopraffatto dalla febbre e dovette essere trasportato su un'amaca dai suoi uomini, raggiunsero Nuova Valencia del Rey. La troupe di Aguirre aveva avuto la possibilità di liberarsi di lui, ma non lo fecero. Sembra che abbiano ancora creduto nel promesso ritorno in Perù. Quando attraversò il territorio per tentare di conquistare la zona di Panama, la sua ribellione contro la corona spagnola ebbe fine. Venne circondato a Barquisimeto dalle truppe spagnole al comando di Diego García de Paredes, omonimo e figlio naturale di Diego García de Paredes. In un atto di disperazione uccise la propria figlia Elvira e alcuni dei suoi seguaci che volevano catturarlo. Aguirre venne catturato e fucilato. Il cadavere venne tagliato a pezzi e le parti spedite in diverse città del Venezuela. Aguirre fu quindi giudicato post mortem e dichiarato colpevole di lesa maestà.

## Cultura di massa
La figura di Aguirre ricorre nel cinema.
- La sua rappresentazione più nota è quella allegorica offerta dall'interpretazione di Klaus Kinski in Aguirre, furore di Dio (1972) del regista Werner Herzog, dove il protagonista va incontro a morte certa nella sconfinata Amazzonia nell'inseguire l'utopia dell'Eldorado. Nella realtà, come detto, le imprese di Aguirre furono superiori alla fantasia perché la sua spedizione raggiunse l'Oceano Atlantico.
- A peso d'oro del 1988, di Carlos Saura, interpretato da Omero Antonutti nei panni di Aguirre.
- Tears Of God, dove protagonisti sono due soldati sotto il comando di Aguirre.
- Jungle Cruise film Disney del 2021, dove Aguirre si reca nel nuovo mondo per trovare una cura per la figlia malata e finisce maledetto con il resto della sua ciurma.